# Incidente de Dinshawai

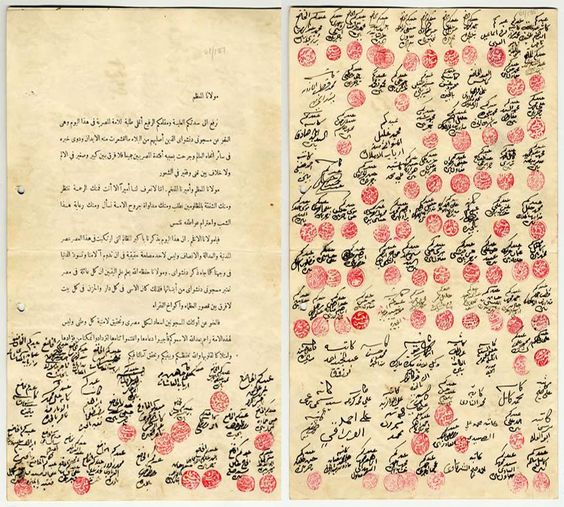
Bases de la proclama independentista.

Se conoce como Incidente de Dinshawai un episodio acaecido en 1906 en la localidad egipcia del mismo nombre, que dio origen a una polémica decisión judicial tomada por un tribunal mixto anglo egipcio, en una época en que Egipto era un protectorado británico de facto, formalmente gobernado por el jedive Abbas Hilmi II.

## Los hechos
Un grupo de cinco militares británicos cazaba palomas en la localidad de Dinshawai, cerca de un depósito de granos y fardos de heno. Al parecer el almuecín de la aldea los recriminó, tal vez por el hecho de que las palomas de la región eran criadas en los palomares de la aldea. Uno de los militares le disparó al almuecín; erró el tiro e hirió en su lugar a la cuñada de éste, que también estaba en el lugar; al mismo tiempo, el disparo inició el incendio del depósito. El egipcio intentó entonces arrancarle el arma de las manos y gritó pidiendo auxilio a los vecinos, clamando que el extranjero había disparado a la mujer e incendiado el granero. Acudió entonces una cantidad de aldeanos y al mismo tiempo los demás militares fueron en su ayuda. Los militares británicos hicieron nuevos disparos e hirieron a más aldeanos, y estos a su vez los atacaron con palos y piedras. Dos de los militares huyeron del lugar rumbo a Sarsana, en busca de la base militar británica más próxima: el capitán y el médico del pelotón; intentaron caminar ocho kilómetros bajo un sol implacable, pero el capitán murió en el camino y el médico debió dejarlo para llegar a destino, donde reportó las trágicas novedades. Efectivos de la unidad militar volvieron a buscar el cadáver del capitán, y lo hallaron rodeado por algunos aldeanos; los arrestaron y mataron a uno que intentó huir.

## El juicio
Pocos días después, el 27 de junio de 1906, fueron enjuiciados los aldeanos; cuatro de ellos fueron condenados a muerte y ejecutados; otros fueron condenados a pena de azotes. Entre los magistrados se encontraban Al Halbawi Basha y Boutros Ghali.

## Consecuencias políticas del episodio
El incidente generó una gran movilización popular contra los extranjeros promovida por los nacionalistas egipcios encabezados por Mustafá Kamil, que al año siguiente fundarían el Partido Nacionalista cuyo objetivo era poner fin a la ocupación británica de Egipto y recuperar la plena independencia del país. La oleada de indignación nacionalista coincidió con las protestas contra el proyecto de prolongación de la concesión del Canal de Suez y otras reivindicaciones similares. 
El episodio forzó la renuncia del administrador colonial, Lord Cromer, en 1907, y más adelante fue una de las razones en las cuales dijo basarse Ibrahim al Wardani para asesinar al primer ministro del país, Boutros Ghali.